# Маканчинський район
Маканчи́нський район (каз. Мақаншы ауданы, рос. Маканчинский район) — адміністративна одиниця у складі Абайської області Казахстану. Адміністративний центр — село Маканчі.

## Населення
Населення — 27467 осіб (2021; 32135 у 2009, 37035 у 1999, 42326 у 1989).

## Історія
Маканчинський район був утворений 1928 року у складі Семипалатинського округу. 1930 року його було скасовано. Удруге Маканчинський район був утворений 9 січня 1935 року у складі Алмаатинської області. 14 жовтня 1939 року Маканчинський район був включений до складу Семипалатинської області. Станом на 15 березня 1940 року до його складу входили Акчукінська, Бахтинська, Подяченська, Жарбулакська, Каратальська, Каргалинська, Кіровська, Коктальська, Маканчинська, Петровська та Підгірненська сільради. 1954 року Коктальська сільрада була приєднана до Петровської, Підгорненська — до Акчукінської, скасовано Каргалинську, Каратальську та Жарбулакську сільради. 1957 року утворено Карабутинську сільраду. 1959 року Акчукінська сільрада була приєднана до Бахтинської, утворено Жарбулацьку сільраду.
2 січня 1963 року Маканчинський район було ліквідовано, а його територію передано до Урджарського району. 14 травня 1969 року Маканчинський район було відновлено. До його складу увійшли Бахтинська, Подяченська, Жарбулакська, Кіровська, Маканчинська та Петрівська сільради Урджарського району. 1974 року утворено Карабулацьку сільраду, 1975 року — Акшокінську, 1983 року — Каратальську, 1986 року — Коктальську. 1991 року Петрівську сільраду було перейменована на Коктерецьку. 1993 року Жарбулацька сільрада була перейменована на Кабанбайську, Кіровська — на Каратумінську.
3 травня 1997 року у зв'язку з ліквідацією Семипалатинської області Маканчинський район було передано до Східноказахстанської області. 23 травня 1997 року Маканчинський район було ліквідовано, а його територію передано до Урджарського району. 28 грудня 2023 року було вирішено відновити район з 1 січня 2024 року. Для цього зі складу Урджарського роайону було виділено 11374,66 км² території.

## Склад
До складу району входять 11 сільських округів:
| Поселення                         | Площа, км² | Населення, осіб (1989) | Населення, осіб (1999) | Населення, осіб (2009) | Населення, осіб (2021) | Центр      | Населені пункти |
| --------------------------------- | ---------- | ---------------------- | ---------------------- | ---------------------- | ---------------------- | ---------- | --------------- |
| Акшокинський сільський округ      | -          | 2157                   | 1494                   | 1097                   | 855                    | Акшоки     | 2               |
| Бахтинський сільський округ       | -          | 3061                   | 3236                   | 2511                   | 2068                   | Бахти      | 1               |
| Кабанбайський сільський округ     | -          | 5241                   | 4459                   | 4396                   | 3929                   | Кабанбай   | 1               |
| Карабулацький сільський округ     | -          | 2920                   | 2364                   | 1787                   | 1534                   | Карабулак  | 2               |
| Карабутинський сільський округ    | -          | 2539                   | 1697                   | 1615                   | 1035                   | Карабута   | 1               |
| Каратальський сільський округ     | -          | 2690                   | 2302                   | 1575                   | 1420                   | Каратал    | 3               |
| Каратуминський сільський округ    | -          | 2772                   | 2215                   | 1590                   | 1255                   | Каратума   | 1               |
| Келдімуратівський сільський округ | -          | 2667                   | 2429                   | 2149                   | 1276                   | Келдімурат | 2               |
| Коктальський сільський округ      | -          | 1247                   | 1022                   | 769                    | 631                    | Коктал     | 1               |
| Коктерецький сільський округ      | -          | 3117                   | 2692                   | 2404                   | 1535                   | Коктерек   | 3               |
| Маканчинський сільський округ     | -          | 13915                  | 13125                  | 12242                  | 11929                  | Маканчі    | 1               |

## Найбільші населені пункти
Нижче подано список населених пунктів з чисельністю населення понад 1000 осіб:
| № | Населений пункт | Населення, осіб (1989) | Населення, осіб (1999) | Населення, осіб (2009) | Населення, осіб (2021) |
| - | --------------- | ---------------------- | ---------------------- | ---------------------- | ---------------------- |
| 1 | Маканчі         | 13915                  | 13125                  | 12242                  | 11929                  |
| 2 | Кабанбай        | 5194                   | 4459                   | 4396                   | 3929                   |
| 3 | Бахти           | 2931                   | 3236                   | 2511                   | 2068                   |
| 4 | Карабулак       | 2273                   | 2115                   | 1623                   | 1414                   |
| 5 | Каратума        | 2772                   | 2215                   | 1590                   | 1255                   |
| 6 | Келдімурат      | 2451                   | 2232                   | 1973                   | 1199                   |
| 7 | Коктерек        | 1285                   | 1654                   | 1503                   | 1040                   |
| 8 | Карабута        | 2492                   | 1697                   | 1615                   | 1035                   |

## Транспорт
Дороги районного значення:
| Індекс   | Назва                                           | Довжина, км |
| -------- | ----------------------------------------------- | ----------- |
| KU-MK-1  | Таскескен-Бахти — Карабута — Акшоки             | 44          |
| KU-MK-2  | Маканчі — Келдимурат                            | 37          |
| KU-MK-3  | під'їзд до села Коктерек — Кайинди — Кизилбулак | 34          |
| KU-MK-4  | під'їзд до села Підгорне                        | 30          |
| KU-MK-5  | під'їзд до села Коктал                          | 18          |
| KU-MK-6  | Келдімурат — Каратума                           | 12          |
| KU-MK-7  | під'їзд до села Маканчі (об'їзд)                | 9           |
| KU-MK-8  | під'їзд до телевишки села Маканчі               | 5           |
| KU-MK-9  | Маканчі РЕС                                     | 5           |
| KU-MK-10 | під'їзд до села Карабута                        | 3           |
| KU-MK-11 | під'їзд до села Каратал                         | 2           |
| KU-MK-12 | під'їзд до села Бугубай                         | 2           |
| KU-MK-13 | під'їзд до села Бекет                           | 3           |